# Adrian Bejan
Adrian Bejan (n. 24 septembrie 1948, Galați, România) este un profesor universitar american, originar din România, licențiat în inginerie mecanică, membru de onoare al Academiei Române - Secția de Științe Tehnice (15 noiembrie 2011) și membru de onoare al Academiei de Științe a Moldovei.
Este cunoscut pentru contribuțiile din domeniul termodinamicii și ca autor al teoriei constructale privind proiectarea și evoluția în natură.

## Biografie

### Ani timpurii
Adrian Bejan a urmat Liceul „Vasile Alecsandri” din localitatea natală. Mama sa, Marioara Bejan (1914–1998), a fost farmacist, iar tatăl său, Dr. Anghel Bejan (1910–1976), a fost medic veterinar.

### Massachusetts Institute of Technology
La vârsta de 20 ani s-a stabilit în Statele Unite și în anul 1975 și-a luat doctoratul la Massachusetts Institute of Technology.
Este profesor universitar la Universitatea Duke, Carolina de Nord - Departamentul "Inginerie Mecanică și Știința Materialelor". Doctor Honoris Causa a 18 universități, Adrian Bejan a publicat 30 de cărți și mai mult de 600 opere științifice, fiind totodată membru în diverse asociații profesionale, organizații sau instituții academice:
- 2013 - Membru al "Academy of Europe"
- 2011 - Membru de onoare al Academiei Române, Secția de Științe Tehnice
- 2011 - Membru de onoare al "American Society of Mechanical Engineers" (ASME), "for highly imaginative and inspiring ideas in the thermal science and design of engineering and nature."
- 2001 - Membru de onoare al Academiei de Științe a Moldovei

## Premii
Cea mai recentă recunoaștere o reprezintă Medalia "Benjamin Franklin", acordată de Institutul Franklin din USA, ce urmează a i se înmâna în cadru festiv în anul 2018.
- A primit titlul de Doctor Honoris Causa din partea a 18 Universități din 11 țări, printre care:
  - 2001 - Université Henri Poincaré, Nancy, France: "Leader scientifique mondial des domaines Energétique-Thermique et Mécanique des fluides. Promoteur de l’Analyse Entropique et de la Théorie Constructale. Profondément attaché aux valeurs humanistes et à la culture européenne."
  - 2003 - Swiss Federal Institute of Technology (ETH), Zürich, Switzerland, "for outstanding originality, challenges to conventional thinking, impact on modern thermal sciences, and for his pivotal role as promoter of constructal theory, entropy generation minimization, and European scientific culture."
  - 2013 - INSA de Lyon Arhivat în 24 februarie 2011, la Wayback Machine. (National Institute of Applied Sciences of Lyon), France, for his "outstanding life-long research strategy"
- 2017 - "Ralph Coats Roe Medal" din partea ASME, pentru "permanent contributions to the public appreciation of the pivotal role of engineering in an advanced society through outstanding accomplishments as an engineering scientist and educator, renowned communicator and prolific writer”
- 2008 - "Donald Q. Kern Award" din partea American Institute of Chemical Engineers (AIChE), pentru "seminal contributions to heat exchange design based on two original methods: entropy generation minimization, and constructal theory."
- 2007 - "James P. Hartnett Memorial Award" (ICHMT)
- 2006 - "Luikov Medal", din partea International Center of Heat Mass Transfer (ICHMT)
- 2004 - "Edward F. Obert Award" (ASME)
- 2001 - "Charles Russ Richards Memorial Award" (ASME)
- 2000 - "Ralph Coats Roe Award", din partea American Society of Engineering Education (ASEE)
- 1999 - "Robert Henry Thurston Lecture" (ASME)
- 1999 - "Max Jakob Memorial Award" din partea ASME și AIChE, pentru "highly imaginative and inspiring ideas in the thermal science and design of engineering and nature."
- 1996 - "Worcester Reed Warner Medal" din partea ASME, pentru "originality, challenges to orthodoxy, and impact on engineering thermodynamics and heat transfer, which were made through the first three books: Entropy Generation Through Heat and Fluid Flow (1982), Convection Heat Transfer (1984), and Advanced Engineering Thermodynamics (1988)."
- 1994 - "Heat Transfer Memorial Award" din partea ASME, pentru "significant and often unconventional contributions to heat transfer, notably in natural convection, thermodynamic aspects of heat transfer, convection in porous media, thermal tribology, solar energy conversion, cryogenics, and transition to turbulence; and for bringing modern research results and methods into heat transfer education."
- 1990 - "James Harry Potter Gold Medal" din partea ASME, pentru "original and unorthodox ideas, journal articles, textbooks, graphics and lectures demonstrating that engineering thermodynamics is an active and often controversial field of research, and for encouraging others to invest their creativity in the future of the field."
- 1988 - "Gustus L. Larson Memorial Award" (ASME).

Două grupuri adimensionale au primit numele “Bejan number, Be” în două domenii diferite: (1) în domeniul transferului termic prin convecție forțată, pentru grupul diferență de presiune (pressure difference group), și (2) în domeniul termodinamicii, pentru raportul adimensional dintre ireversibilitatea fricțiunii fluidului (fluid friction irreversibility) și ireversibilitatea transferului termic.